# Höherer Kommandeur der Navigationsschulen
Der Höhere Kommandeur der Navigationsschulen (H.K.Nav.) war eine Kommandobehörde der Kriegsmarine der Wehrmacht. Dieser war einer von sechs Höheren Kommandeuren der Kriegsmarine, welche fachspezifische Schulen der Kriegsmarine unter einer Führung vereinte.

## Geschichte
Im September 1943 wurde die im November 1939 eingerichtete Navigationsschule Gotenhafen aufgeteilt und die Navigationsschule I bis V eingerichtet. Zeitgleich wurde der Kommandeur der Navigationsschule der Höherer Kommandeur der Navigationsschulen.
Die neu aufgestellten Navigationsschulen in Gotenhafen (I), Gotenhafen-Grabau (II), Gotenhafen-Adlershorst (III), Culmsee (IV) und Libau (V) wurden dem Höheren Kommandeur der Navigationsschulen unterstellt. Im Oktober 1944 erfolgte eine Zusammenlegung der Navigationsschulen. Hierbei wurde die ehemalige Navigationsschule I und die Navigationsschule II die 1. und die ehemalige Navigationsschule III die 2. Abteilung der neuen Navigationsschule der Kriegsmarine. Die neue Navigationsschule der Kriegsmarine wurde durch den Höheren Kommandeur der Navigationsschulen zusätzlich geführt. Die Navigationsschule IV wurde in diesem Zuge in Navigationsschule II umbenannt.
Die Angehörigen der Navigationsschulen wurden mit der Auflösung der einzelnen Schulen im Erdkampf eingesetzt.
Am 3. April 1945 wurde die Dienststelle aufgelöst.

## Gliederung

### Navigationsschule I und Navigationsschule der Kriegsmarine (Gotenhafen)
Siehe Navigationsschule Gotenhafen.
Im Oktober 1944 bildete die ehemalige Navigationsschule I gemeinsam mit der ehemaligen Navigationsschule II die 1. Abteilung der neu eingerichteten Navigationsschule der Kriegsmarine. Die Schule bestand bis März 1945.

### Navigationsschule II
Die Navigationsschule II wurde im September 1943 in Gotenhafen-Grabau eingerichtet und im Oktober 1944, wie auch die Navigationsschule III, aufgelöst. Die ehemaligen Angehörigen der Navigationsschule II bildeten mit den ehemaligen Angehörigen der Navigationsschule I die 1. Abteilung der neu eingerichteten Navigationsschule der Kriegsmarine. Die Navigationsschule IV wurde in diesem Zuge in Navigationsschule II umbenannt und im Januar 1945 aufgelöst.
Kommandeure waren von der Einrichtung im August 1943 bis Januar 1944 Korvettenkapitän d. R. Kurt Blindow und anschließend bis zur Auflösung im Oktober 1944 Korvettenkapitän Gerhard Bening.
Kommandeur war von der erneuten Einrichtung im Oktober 1944 bis zur Auflösung im Januar 1945 Fregattenkapitän Hans-Oscar Wutsdorf.

### Navigationsschule III
Die Navigationsschule III wurde im September 1943 in Gotenhafen-Adlershorst eingerichtet und im Oktober 1944, wie auch die Navigationsschule II, aufgelöst. Die ehemalige Navigationsschule III bildete die 2. Abteilung der neu eingerichteten Navigationsschule der Kriegsmarine.
Kommandeur war von der Einrichtung im August 1943 bis zur Auflösung im Oktober 1944 Korvettenkapitän Wilhelm Loyal.

### Navigationsschule IV
Die Navigationsschule IV wurde im September 1943 in Kulmsee bei Thorn eingerichtet. Die Navigationsschule IV wurde im Zuge der Umgliederung im Oktober 1944 in Navigationsschule II umbenannt.
Kommandeure waren von der Einrichtung im September 1943 bis Dezember 1943 Fregattenkapitän Kurt Stever und anschließend bis zur Auflösung im Oktober 1944 Fregattenkapitän Hans-Oscar Wutsdorf.

### Navigationsschule V
Die Navigationsschule IV wurde im November 1943 in Libau aufgestellt und im September 1944 aufgelöst.
Kommandeur war von der Einrichtung im November 1943 bis zur Auflösung im September 1944 Korvettenkapitän Johannes Till.

### Schulverband des Höheren Kommandos der Navigationsschulen
Im November 1942 war ein Schulverband der Navigationsschulen aufgestellt worden, welcher mit der Einrichtung der Dienststelle im September 1943 den Namen in Schulverband des Höheren Kommandos der Navigationsschulen änderte.
Kommandeur war von September 1943 bis Februar 1945 Kapitänleutnant Etienne.

## Kommandeur
Kommandeur der Navigationsschule Gotenhafen war bis August 1943 der Kapitän zur See Adolf Sieber, welcher nach der Umgliederung im September 1943 Höherer Kommandeur der Navigationsschulen wurde und zusätzlich ab Oktober 1944 die Führung über die Navigationsschule der Kriegsmarine übernahm.